# 東寮東興宮
東寮東興宮是臺灣臺南市學甲區新榮里的一間廟宇，主祀為池府千歲，陪祀有中壇元帥、大使爺、司命灶君、福德正神、黑虎大將、五營帥將等，是東寮聚落的角頭廟，也是學甲慈濟宮上白礁謁祖與學甲刈香的基本參與廟宇之一，其選舉區屬學甲六分角。　　 

## 建廟沿革
東興宮開基神祇池府千歲乃明朝末年間，由追隨鄭成功的陳氏祖先迎自福建龍溪，初來臺駐蹕學甲東寮聚落，一開始是在七姓祠供奉故又稱為七姓祠，嗣後為方便當時信眾請駕，擇定距今址約百公尺處建立公厝，日明治44年（宣統3年：1911年）再由南鯤鯓代天府割火分靈塑金身。
民國25年（1936年）由信徒募資再次擇遷並建於現址，新廟落成後定廟名為東興宮。多年後因廟宇主體多處出現損毀，民國46年決定再予重修廟體，惟至民國58年（1969年）方募資完成並原址重建，當年元月破土，直到67年（1978年）十月竣工落成。

## 軼事
一般廟宇為求地方的平安，都會以廟宇中心向外（四個方位）安置神兵，也就是所謂的五營兵將，安置場所通常有可能是一座泥塑的小型屋式，也可能是簡單的一支竹竿上面書寫兵將與統領將軍，有時也會有內外五營的設置，不過每個安置所造型都會相同。而東興宮與其他廟宇較為不同的，是外五營的西、北、中採不鏽鋼造的圓錐形營厝仔，設置較為簡易；至於東、南兩營則為門楣具營稱的磚砌普型營厝仔，並且加上鐵柵門。此外。東寮庄頭的東興宮分為內外五營，是較為少見的情形。
此外，東興宮的五營兵將也會進行兩次的收放，第一次為6月底賞兵後收兵，待8月16日再放兵賞兵。第二次則為12月16日賞兵後收兵，並於隔年農曆元月16日復放兵賞兵，而釘竹符、安營的時間為同祀神明太子爺(中壇元帥)誕辰9月初9而非主神池府天歲誕辰。

## 圖集

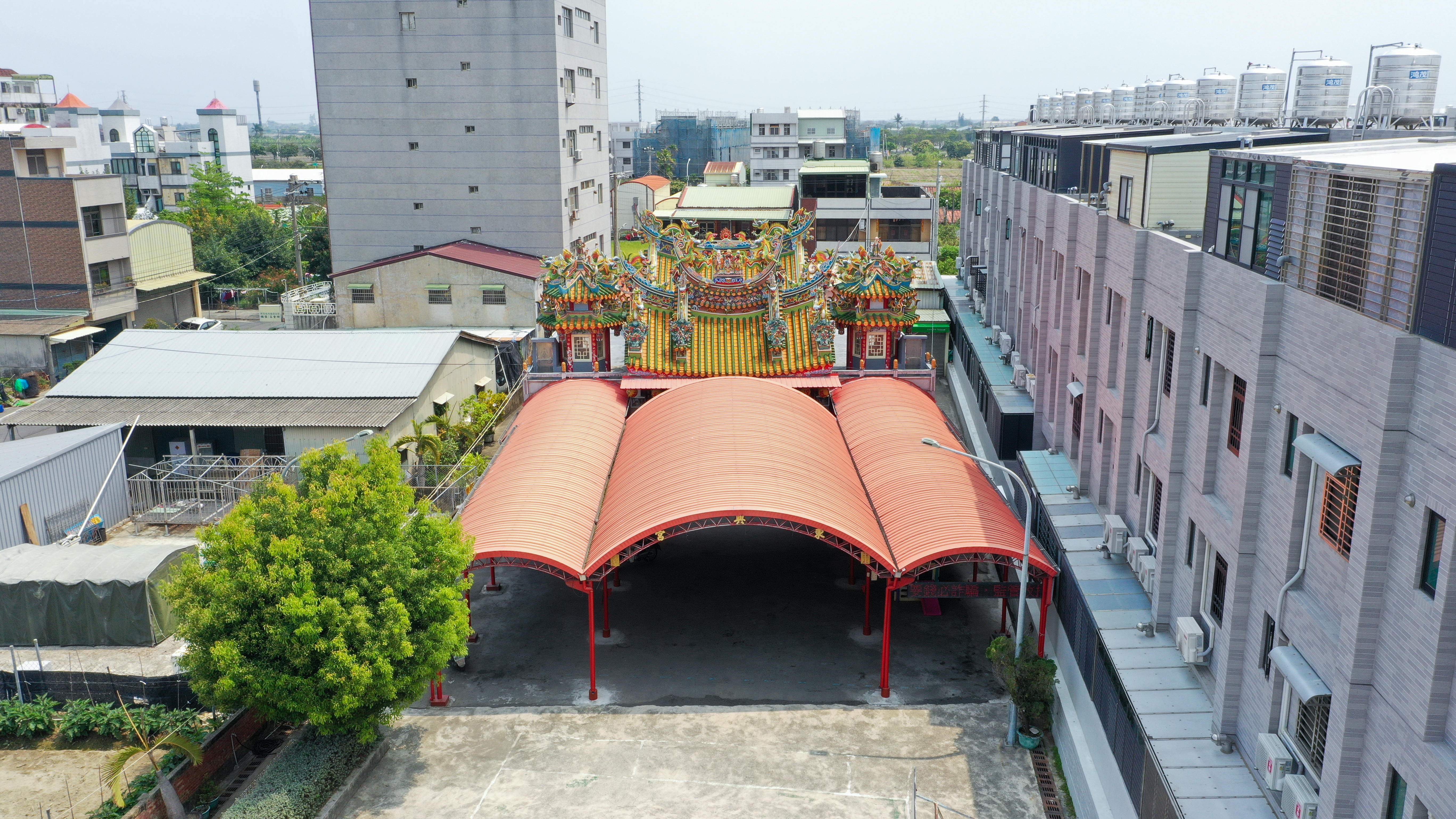
東興宮俯瞰照
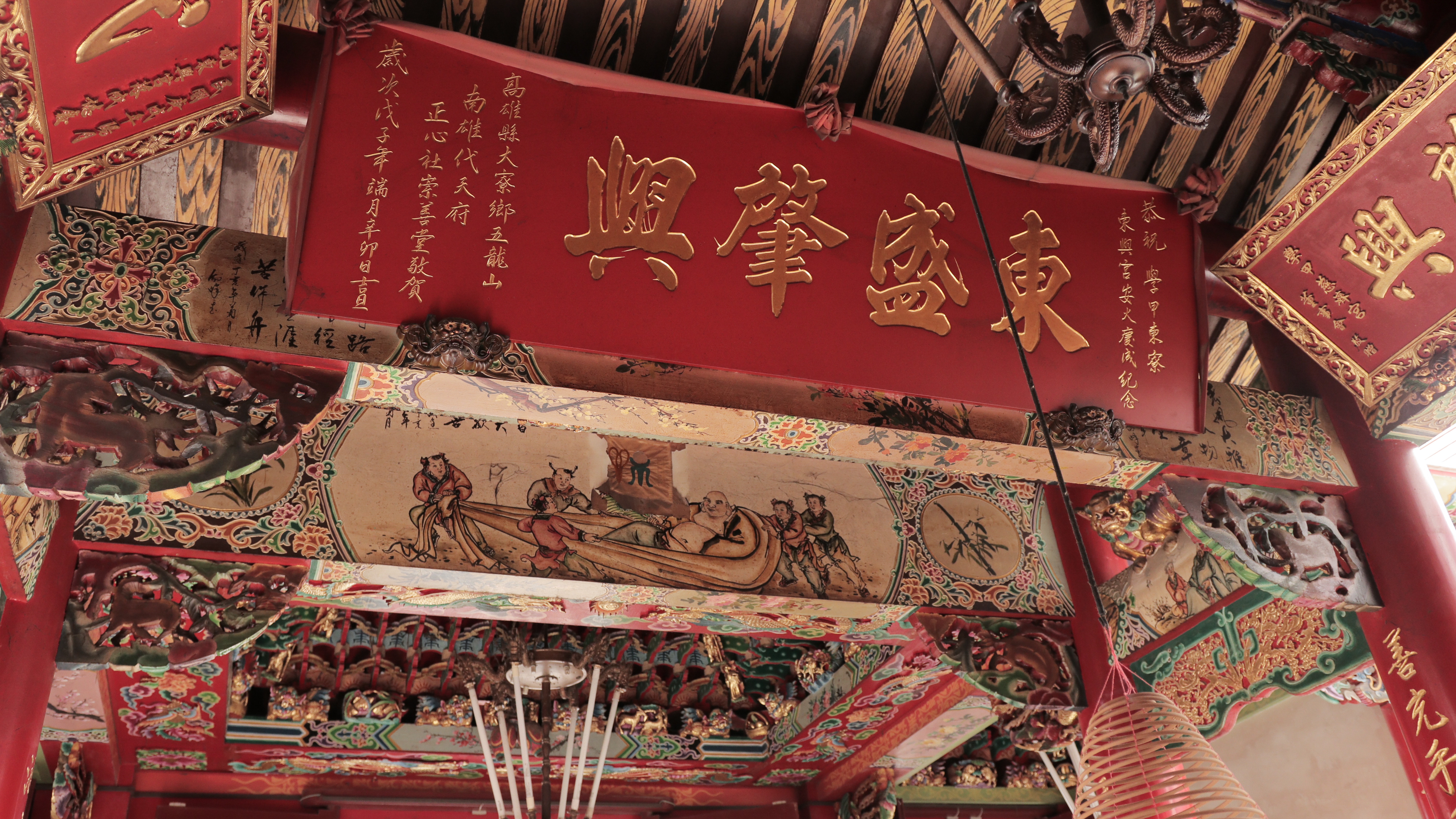
東興宮內「東盛肇興」匾額
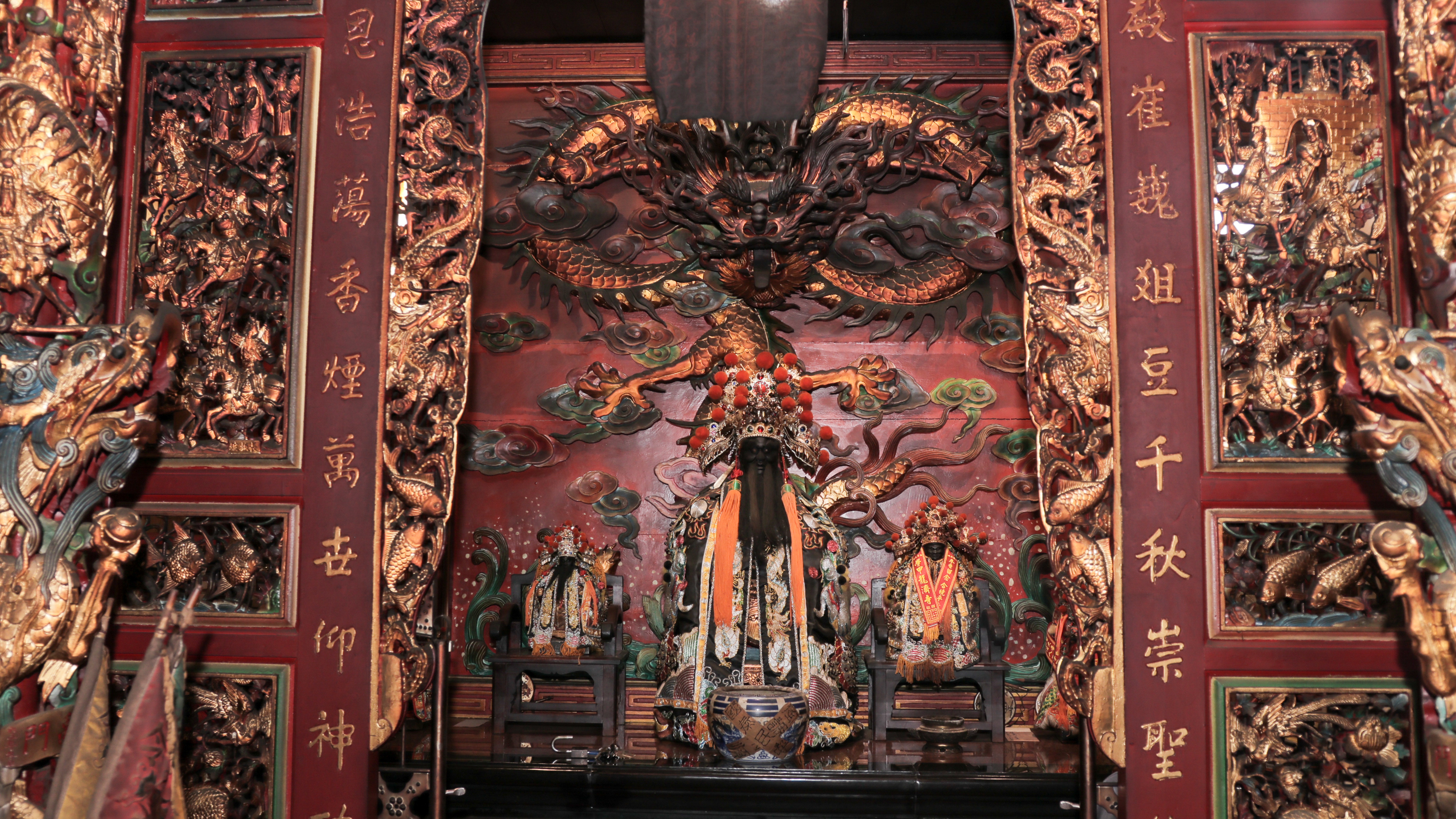
東興宮內神像